# Баскетбол на літніх Олімпійських іграх 2016 — чоловічий турнір
Чоловічий турнір з баскетболу на літніх Олімпійських іграх 2016 проходив в Ріо-де-Жанейро з 6 по 21 серпня 2016 року. Матчі групового етапу та плей-оф відбувалися на «Арені Каріока 1».
Команди з 12 країн, які кваліфікувалися на турнір, були розподілені на дві групи для участі у груповому етапі змагань.

## Регламент
Регламент змагань:
- 12 команд були поділені на 2 групи, які складаються з шести команд кожна, команди зіграють між собою один матч.
- Чотири найкращі команди кожної групи зіграють між собою у чвертьфіналах.
- Переможці чвертьфіналів пройдуть до півфіналів.
- Переможці півфіналів зіграють у фіналі, а переможені — у матчі за 3-є місце.

## Груповий етап

### Група А
| Команда   | І | В | П | З   | П   | РМ   | О  |
| --------- | - | - | - | --- | --- | ---- | -- |
| США       | 5 | 5 | 0 | 524 | 407 | +117 | 10 |
| Австралія | 5 | 4 | 1 | 444 | 368 | +76  | 9  |
| Франція   | 5 | 3 | 2 | 423 | 378 | +45  | 8  |
| Сербія    | 5 | 2 | 3 | 426 | 387 | +39  | 7  |
| Венесуела | 5 | 1 | 4 | 315 | 444 | -129 | 6  |
| КНР       | 5 | 0 | 5 | 318 | 466 | −148 | 5  |

#### 1 тур
| 6 серпня 2016 14:15 | Протокол | Австралія                                        | 87–66 | Франція                                           |  | Арена Каріока 1, Ріо-де-Жанейро Глядачів: 8719 |
| 6 серпня 2016 14:15 | Протокол | Рахунок за чвертями: 20–14, 16–19, 25–15, 26–16  |       |                                                   |  | Арена Каріока 1, Ріо-де-Жанейро Глядачів: 8719 |
| 6 серпня 2016 14:15 | Протокол | Очки: Міллс 21 Підб.: Бейнс 8 РП: Деллаведова 10 |       | Очки: Паркер 18 Підб.: Гобер 6 РП: Діао, Ертель 3 |  | Арена Каріока 1, Ріо-де-Жанейро Глядачів: 8719 |

| 6 серпня 2016 19:00 | Протокол | КНР                                                         | 62–119 | США                                          |  | Арена Каріока 1, Ріо-де-Жанейро Глядачів: 10622 |
| 6 серпня 2016 19:00 | Протокол | Рахунок за чвертями: 10–30, 20–29, 17–32, 15–28             |        |                                              |  | Арена Каріока 1, Ріо-де-Жанейро Глядачів: 10622 |
| 6 серпня 2016 19:00 | Протокол | Очки: Ї Цзяньлянь 25 Підб.: Чжао Цзівей 6 РП: Чжао Цзівей 5 |        | Очки: Дюрант 25 Підб.: Батлер 6 РП: Дюрант 6 |  | Арена Каріока 1, Ріо-де-Жанейро Глядачів: 10622 |

| 6 серпня 2016 22:30 | Протокол | Венесуела                                         | 62–86 | Сербія                                             |  | Арена Каріока 1, Ріо-де-Жанейро Глядачів: 5063 |
| 6 серпня 2016 22:30 | Протокол | Рахунок за чвертями: 14–18, 9–26, 18–24, 21–18    |       |                                                    |  | Арена Каріока 1, Ріо-де-Жанейро Глядачів: 5063 |
| 6 серпня 2016 22:30 | Протокол | Очки: Еченіке 12 Підб.: Колменарес 6 РП: Варгас 5 |       | Очки: Богданович 19 Підб.: Штимаць 9 РП: Недович 4 |  | Арена Каріока 1, Ріо-де-Жанейро Глядачів: 5063 |

#### 2 тур
| 8 серпня 2016 14:15 | Протокол | Сербія                                                | 80–95 | Австралія                                         |  | Арена Каріока 1, Ріо-де-Жанейро Глядачів: 5409 |
| 8 серпня 2016 14:15 | Протокол | Рахунок за чвертями: 23-26, 20-14, 20-22, 17-33       |       |                                                   |  | Арена Каріока 1, Ріо-де-Жанейро Глядачів: 5409 |
| 8 серпня 2016 14:15 | Протокол | Очки: Радульйца 25 Підб.: Богданович 8 РП: Маркович 4 |       | Очки: Міллс 26 Підб.: Богут 12 РП: Деллаведова 13 |  | Арена Каріока 1, Ріо-де-Жанейро Глядачів: 5409 |

| 8 серпня 2016 19:00 | Протокол | США                                            | 113–69 | Венесуела                                   |  | Арена Каріока 1, Ріо-де-Жанейро Глядачів: 10572 |
| 8 серпня 2016 19:00 | Протокол | Рахунок за чвертями: 18-18, 30-8, 27-25, 38-18 |        |                                             |  | Арена Каріока 1, Ріо-де-Жанейро Глядачів: 10572 |
| 8 серпня 2016 19:00 | Протокол | Очки: Джордж 20 Підб.: Джордан 9 РП: Лоурі 9   |        | Очки: Кокс 19 Підб.: Еченіке 7 РП: Варгас 5 |  | Арена Каріока 1, Ріо-де-Жанейро Глядачів: 10572 |

| 8 серпня 2016 22:30 | Протокол | Франція                                        | 88–60 | КНР                                                     |  | Арена Каріока 1, Ріо-де-Жанейро Глядачів: 6360 |
| 8 серпня 2016 22:30 | Протокол | Рахунок за чвертями: 19-14, 23-9, 22-22, 24-15 |       |                                                         |  | Арена Каріока 1, Ріо-де-Жанейро Глядачів: 6360 |
| 8 серпня 2016 22:30 | Протокол | Очки: Де Коло 19 Підб.: Батум 10 РП: Паркер 8  |       | Очки: Ї Цзяньлянь 19 Підб.: Ї Цзяньлянь 6 РП: Дін, Го 4 |  | Арена Каріока 1, Ріо-де-Жанейро Глядачів: 6360 |

#### 3 тур
| 10 серпня 2016 14:15 | Протокол | Сербія                                           | 75–76 | Франція                                   |  | Арена Каріока 1, Ріо-де-Жанейро Глядачів: 6901 |
| 10 серпня 2016 14:15 | Протокол | Рахунок за чвертями: 17–26, 19–14, 24–17, 15–19  |       |                                           |  | Арена Каріока 1, Ріо-де-Жанейро Глядачів: 6901 |
| 10 серпня 2016 14:15 | Протокол | Очки: Радульйца 16 Підб.: Йокич 7 РП: Теодосич 9 |       | Очки: Де Коло 22 Підб.: Діао 9 РП: Діао 9 |  | Арена Каріока 1, Ріо-де-Жанейро Глядачів: 6901 |

| 10 серпня 2016 19:00 | Протокол | Австралія                                              | 88–98 | США                                                  |  | Арена Каріока 1, Ріо-де-Жанейро Глядачів: 10957 |
| 10 серпня 2016 19:00 | Протокол | Рахунок за чвертями: 29–29, 25–20, 13–21, 21–28        |       |                                                      |  | Арена Каріока 1, Ріо-де-Жанейро Глядачів: 10957 |
| 10 серпня 2016 19:00 | Протокол | Очки: Міллс 30 Підб.: Деллаведова 6 РП: Деллаведова 11 |       | Очки: Ентоні 31 Підб.: Ентоні, Казінс 8 РП: Ірвінг 5 |  | Арена Каріока 1, Ріо-де-Жанейро Глядачів: 10957 |

| 10 серпня 2016 22:30 | Протокол | Венесуела                                            | 72–68 | КНР                                              |  | Арена Каріока 1, Ріо-де-Жанейро Глядачів: 6223 |
| 10 серпня 2016 22:30 | Протокол | Рахунок за чвертями: 25–13, 13–22, 13–15, 21–18      |       |                                                  |  | Арена Каріока 1, Ріо-де-Жанейро Глядачів: 6223 |
| 10 серпня 2016 22:30 | Протокол | Очки: Колменарес 16 Підб.: Колменарес 5 РП: Варгас 5 |       | Очки: Го 17 Підб.: Ї Цзяньлянь 10 РП: Го, Чжоу 3 |  | Арена Каріока 1, Ріо-де-Жанейро Глядачів: 6223 |

#### 4 тур
| 12 серпня 2016 14:15 | Протокол | КНР                                                | 68–93 | Австралія                                             |  | Арена Каріока 1, Ріо-де-Жанейро Глядачів: 7704 |
| 12 серпня 2016 14:15 | Протокол | Рахунок за чвертями: 14–17, 20–27, 16–21, 18–28    |       |                                                       |  | Арена Каріока 1, Ріо-де-Жанейро Глядачів: 7704 |
| 12 серпня 2016 14:15 | Протокол | Очки: Ї Цзяньлянь 20 Підб.: Ї Цзяньлянь 9 РП: Го 5 |       | Очки: Бейрстоу 17 Підб.: Бейрстоу 9 РП: Деллаведова 8 |  | Арена Каріока 1, Ріо-де-Жанейро Глядачів: 7704 |

| 12 серпня 2016 19:00 | Протокол | США                                                  | 94–91 | Сербія                                       |  | Арена Каріока 1, Ріо-де-Жанейро Глядачів: 11413 |
| 12 серпня 2016 19:00 | Протокол | Рахунок за чвертями: 27–15, 23–26, 22–21, 22–29      |       |                                              |  | Арена Каріока 1, Ріо-де-Жанейро Глядачів: 11413 |
| 12 серпня 2016 19:00 | Протокол | Очки: Ірвінг 15 Підб.: Джордж 9 РП: Ірвінг, Казінс 5 |       | Очки: Йокич 25 Підб.: Йокич 6 РП: Теодосич 6 |  | Арена Каріока 1, Ріо-де-Жанейро Глядачів: 11413 |

| 12 серпня 2016 22:30 | Протокол | Франція                                        | 96–56 | Венесуела                                   |  | Арена Каріока 1, Ріо-де-Жанейро Глядачів: 7312 |
| 12 серпня 2016 22:30 | Протокол | Рахунок за чвертями: 23–18, 19–12, 24–17, 30–9 |       |                                             |  | Арена Каріока 1, Ріо-де-Жанейро Глядачів: 7312 |
| 12 серпня 2016 22:30 | Протокол | Очки: Ловернь 17 Підб.: Кахуді 12 РП: Ертель 8 |       | Очки: Еченіке 12 Підб.: Варгас 7 РП: Кокс 4 |  | Арена Каріока 1, Ріо-де-Жанейро Глядачів: 7312 |

#### 5 тур
| 14 серпня 2016 14:15 | Протокол | США                                             | 100–97 | Франція                                               |  | Арена Каріока 1, Ріо-де-Жанейро Глядачів: 11302 |
| 14 серпня 2016 14:15 | Протокол | Рахунок за чвертями: 30–24, 25–22, 26–23, 19–28 |        |                                                       |  | Арена Каріока 1, Ріо-де-Жанейро Глядачів: 11302 |
| 14 серпня 2016 14:15 | Протокол | Очки: Томпсон 30 Підб.: Дюрант 16 РП: Ірвінг 10 |        | Очки: Де Коло, Ертель 18 Підб.: Ертель 8 РП: Ертель 9 |  | Арена Каріока 1, Ріо-де-Жанейро Глядачів: 11302 |

| 14 серпня 2016 19:00 | Протокол | Австралія                                       | 81–56 | Венесуела                                         |  | Арена Каріока 1, Ріо-де-Жанейро Глядачів: 9459 |
| 14 серпня 2016 19:00 | Протокол | Рахунок за чвертями: 16–6, 16–19, 21–18, 28–13  |       |                                                   |  | Арена Каріока 1, Ріо-де-Жанейро Глядачів: 9459 |
| 14 серпня 2016 19:00 | Протокол | Очки: Голдінг 22 Підб.: Брокгофф 8 РП: Мартін 4 |       | Очки: Перес 12 Підб.: Варгас, Руїс 4 РП: Варгас 7 |  | Арена Каріока 1, Ріо-де-Жанейро Глядачів: 9459 |

| 14 серпня 2016 22:30 | Протокол | Сербія                                                      | 94–60 | КНР                                                |  | Арена Каріока 1, Ріо-де-Жанейро Глядачів: 7367 |
| 14 серпня 2016 22:30 | Протокол | Рахунок за чвертями: 24–18, 19–10, 35–15, 16–17             |       |                                                    |  | Арена Каріока 1, Ріо-де-Жанейро Глядачів: 7367 |
| 14 серпня 2016 22:30 | Протокол | Очки: Богданович 19 Підб.: Йокич 7 РП: Маркович, Теодосич 5 |       | Очки: Ї Цзяньлянь 20 Підб.: Ван Чжелінь 8 РП: Го 8 |  | Арена Каріока 1, Ріо-де-Жанейро Глядачів: 7367 |

### Група В
| Команда   | І | В | П | З   | П   | РМ  | О |
| --------- | - | - | - | --- | --- | --- | - |
| Хорватія  | 5 | 3 | 2 | 400 | 407 | -7  | 8 |
| Іспанія   | 5 | 3 | 2 | 432 | 357 | +75 | 8 |
| Литва     | 5 | 3 | 2 | 392 | 428 | -36 | 8 |
| Аргентина | 5 | 3 | 2 | 441 | 428 | +13 | 8 |
| Бразилія  | 5 | 2 | 3 | 411 | 407 | +4  | 7 |
| Нігерія   | 5 | 1 | 4 | 392 | 441 | −49 | 6 |

#### 1 тур
| 7 серпня 2016 14:15 | Протокол | Бразилія                                        | 76–82 | Литва                                               |  | Арена Каріока 1, Ріо-де-Жанейро Глядачів: 7990 |
| 7 серпня 2016 14:15 | Протокол | Рахунок за чвертями: 17-27, 12-31, 23-12, 24-12 |       |                                                     |  | Арена Каріока 1, Ріо-де-Жанейро Глядачів: 7990 |
| 7 серпня 2016 14:15 | Протокол | Очки: Барбоза 21 Підб.: Нене 8 РП: Уертас 3     |       | Очки: Калнієтіс 16 Підб.: Янкунас 7 РП: Калнієтіс 8 |  | Арена Каріока 1, Ріо-де-Жанейро Глядачів: 7990 |

| 7 серпня 2016 19:00 | Протокол | Хорватія                                                    | 72–70 | Іспанія                                              |  | Арена Каріока 1, Ріо-де-Жанейро Глядачів: 8039 |
| 7 серпня 2016 19:00 | Протокол | Рахунок за чвертями: 13-21, 19-17, 15-16, 25-16             |       |                                                      |  | Арена Каріока 1, Ріо-де-Жанейро Глядачів: 8039 |
| 7 серпня 2016 19:00 | Протокол | Очки: Богданович 23 Підб.: Бабич, Шарич, Укич 7 РП: Шарич 5 |       | Очки: П. Газоль 26 Підб.: П. Газоль 9 РП: Родрігес 7 |  | Арена Каріока 1, Ріо-де-Жанейро Глядачів: 8039 |

| 7 серпня 2016 22:30 | Протокол | Нігерія                                           | 66–94 | Аргентина                                                  |  | Арена Каріока 1, Ріо-де-Жанейро Глядачів: 8425 |
| 7 серпня 2016 22:30 | Протокол | Рахунок за чвертями: 15-22, 16-28, 19-22, 16-22   |       |                                                            |  | Арена Каріока 1, Ріо-де-Жанейро Глядачів: 8425 |
| 7 серпня 2016 22:30 | Протокол | Очки: Діогу 15 Підб.: Діогу 13 РП: Гбіндже, Уме 3 |       | Очки: Кампаццо 19 Підб.: Скола 9 РП: Кампаццо, Джінобілі 5 |  | Арена Каріока 1, Ріо-де-Жанейро Глядачів: 8425 |

#### 2 тур
| 9 серпня 2016 14:15 | Протокол | Іспанія                                               | 65–66 | Бразилія                                    |  | Арена Каріока 1, Ріо-де-Жанейро Глядачів: 10761 |
| 9 серпня 2016 14:15 | Протокол | Рахунок за чвертями: 13–18, 18–16, 14–19, 20–13       |       |                                             |  | Арена Каріока 1, Ріо-де-Жанейро Глядачів: 10761 |
| 9 серпня 2016 14:15 | Протокол | Очки: П. Газоль 13 Підб.: П. Газоль 10 РП: Родрігес 5 |       | Очки: Уертас 11 Підб.: Ліма 10 РП: Уертас 7 |  | Арена Каріока 1, Ріо-де-Жанейро Глядачів: 10761 |

| 9 серпня 2016 19:00 | Протокол | Литва                                              | 89–80 | Нігерія                                 |  | Арена Каріока 1, Ріо-де-Жанейро Глядачів: 5785 |
| 9 серпня 2016 19:00 | Протокол | Рахунок за чвертями: 13–16, 23–25, 29–13, 24–26    |       |                                         |  | Арена Каріока 1, Ріо-де-Жанейро Глядачів: 5785 |
| 9 серпня 2016 19:00 | Протокол | Очки: Мачюліс 21 Підб.: Сабоніс 7 РП: Калнієтіс 12 |       | Очки: Діогу 19 Підб.: Діогу 7 РП: Ере 4 |  | Арена Каріока 1, Ріо-де-Жанейро Глядачів: 5785 |

| 9 серпня 2016 22:30 | Протокол | Аргентина                                       | 90–82 | Хорватія                                   |  | Арена Каріока 1, Ріо-де-Жанейро Глядачів: 8514 |
| 9 серпня 2016 22:30 | Протокол | Рахунок за чвертями: 22–22, 24–18, 27–14, 17–28 |       |                                            |  | Арена Каріока 1, Ріо-де-Жанейро Глядачів: 8514 |
| 9 серпня 2016 22:30 | Протокол | Очки: Скола 23 Підб.: Скола 9 РП: Кампаццо 8    |       | Очки: Шарич 19 Підб.: Шарич 10 РП: Шарич 7 |  | Арена Каріока 1, Ріо-де-Жанейро Глядачів: 8514 |

#### 3 тур
| 11 серпня 2016 14:15 | Протокол | Бразилія                                        | 76–80 | Хорватія                                      |  | Арена Каріока 1, Ріо-де-Жанейро |
| 11 серпня 2016 14:15 | Протокол | Рахунок за чвертями: 17–19, 14–22, 19–18, 26–21 |       |                                               |  | Арена Каріока 1, Ріо-де-Жанейро |
| 11 серпня 2016 14:15 | Протокол | Очки: Барбоза 16 Підб.: Ліма 6 РП: Уертас 9     |       | Очки: Богданович 33 Підб.: Шарич 7 РП: Укич 4 |  | Арена Каріока 1, Ріо-де-Жанейро |

| 11 серпня 2016 19:00 | Протокол | Нігерія                                         | 87–96 | Іспанія                                  |  | Арена Каріока 1, Ріо-де-Жанейро |
| 11 серпня 2016 19:00 | Протокол | Рахунок за чвертями: 11–25, 30–18, 25–22, 21–31 |       |                                          |  | Арена Каріока 1, Ріо-де-Жанейро |
| 11 серпня 2016 19:00 | Протокол | Очки: Огучі 24 Підб.: Діогу 7 РП: Юзох 7        |       | Очки: Газоль 16 Підб.: Реєс 9 РП: Люль 5 |  | Арена Каріока 1, Ріо-де-Жанейро |

| 11 серпня 2016 22:30 | Протокол | Литва                                                    | 81–73 | Аргентина                                              |  | Арена Каріока 1, Ріо-де-Жанейро |
| 11 серпня 2016 22:30 | Протокол | Рахунок за чвертями: 16–15, 14–12, 27–22, 24–24          |       |                                                        |  | Арена Каріока 1, Ріо-де-Жанейро |
| 11 серпня 2016 22:30 | Протокол | Очки: Кузмінскас 23 Підб.: Валанчюнас 10 РП: Калнієтіс 7 |       | Очки: Джінобілі 22 Підб.: Носіоні, Скола 7 РП: Скола 4 |  | Арена Каріока 1, Ріо-де-Жанейро |

#### 4 тур
| 13 серпня 2016 14:15 | Протокол | Аргентина                                                        | 111–107 | Бразилія                                | OT | Арена Каріока 1, Ріо-де-Жанейро Глядачів: 11701 |
| 13 серпня 2016 14:15 | Протокол | Рахунок за чвертями: 28–19, 16–33, 23–20, 18–13 OT: 10–10, 16–12 |         |                                         | OT | Арена Каріока 1, Ріо-де-Жанейро Глядачів: 11701 |
| 13 серпня 2016 14:15 | Протокол | Очки: Носіоні 37 Підб.: Носіоні 11 РП: Кампаццо 11               |         | Очки: Нене 24 Підб.: Нене 10 РП: Нету 4 | OT | Арена Каріока 1, Ріо-де-Жанейро Глядачів: 11701 |

| 13 серпня 2016 19:00 | Протокол | Іспанія                                         | 109–59 | Литва                                                  |  | Арена Каріока 1, Ріо-де-Жанейро Глядачів: 11045 |
| 13 серпня 2016 19:00 | Протокол | Рахунок за чвертями: 26–11, 22–18, 36–16, 25–14 |        |                                                        |  | Арена Каріока 1, Ріо-де-Жанейро Глядачів: 11045 |
| 13 серпня 2016 19:00 | Протокол | Очки: Газоль 23 Підб.: Реєс 9 РП: Люль 6        |        | Очки: Кузмінскас 17 Підб.: Валанчюнас 10 РП: Мачюліс 2 |  | Арена Каріока 1, Ріо-де-Жанейро Глядачів: 11045 |

| 13 серпня 2016 22:30 | Протокол | Хорватія                                        | 76–90 | Нігерія                                |  | Арена Каріока 1, Ріо-де-Жанейро Глядачів: 8720 |
| 13 серпня 2016 22:30 | Протокол | Рахунок за чвертями: 28–21, 11–22, 17–27, 20–20 |       |                                        |  | Арена Каріока 1, Ріо-де-Жанейро Глядачів: 8720 |
| 13 серпня 2016 22:30 | Протокол | Очки: Богданович 28 Підб.: Симон 6 РП: Укич 4   |       | Очки: Уме 19 Підб.: Діогу 12 РП: Ере 6 |  | Арена Каріока 1, Ріо-де-Жанейро Глядачів: 8720 |

#### 5 тур
| 15 серпня 2016 14:15 | Протокол | Нігерія                                           | 69–86 | Бразилія                                  |  | Арена Каріока 1, Ріо-де-Жанейро Глядачів: 11173 |
| 15 серпня 2016 14:15 | Протокол | Рахунок за чвертями: 16–15, 15–27, 21–17, 17–27   |       |                                           |  | Арена Каріока 1, Ріо-де-Жанейро Глядачів: 11173 |
| 15 серпня 2016 14:15 | Протокол | Очки: Акогнон 16 Підб.: Аміну 7 РП: 4 гравці по 2 |       | Очки: Нене 19 Підб.: Нене 7 РП: Уертас 11 |  | Арена Каріока 1, Ріо-де-Жанейро Глядачів: 11173 |

| 15 серпня 2016 19:00 | Протокол | Іспанія                                                  | 92–73 | Аргентина                                                     |  | Арена Каріока 1, Ріо-де-Жанейро Глядачів: 10949 |
| 15 серпня 2016 19:00 | Протокол | Рахунок за чвертями: 25–15, 23–20, 23–22, 21–16          |       |                                                               |  | Арена Каріока 1, Ріо-де-Жанейро Глядачів: 10949 |
| 15 серпня 2016 19:00 | Протокол | Очки: Фернандес 23 Підб.: Газоль 13 РП: Люль, Родрігес 5 |       | Очки: Лапровіттола 21 Підб.: 3 гравці по 5 РП: Лапровіттола 4 |  | Арена Каріока 1, Ріо-де-Жанейро Глядачів: 10949 |

| 15 серпня 2016 22:30 | Протокол | Литва                                                   | 81–90 | Хорватія                                        |  | Арена Каріока 1, Ріо-де-Жанейро Глядачів: 7809 |
| 15 серпня 2016 22:30 | Протокол | Рахунок за чвертями: 21–13, 20–34, 14–28, 26–15         |       |                                                 |  | Арена Каріока 1, Ріо-де-Жанейро Глядачів: 7809 |
| 15 серпня 2016 22:30 | Протокол | Очки: Калнієтіс 26 Підб.: Валанчюнас 6 РП: Калнієтіс 11 |       | Очки: Богданович 22 Підб.: Симон 10 РП: Симон 6 |  | Арена Каріока 1, Ріо-де-Жанейро Глядачів: 7809 |

## Плей-оф
|  | Чвертьфінал 17 серпня — Ріо-де-Жанейро | Чвертьфінал 17 серпня — Ріо-де-Жанейро | Чвертьфінал 17 серпня — Ріо-де-Жанейро |        |          | Півфінал 19 серпня — Ріо-де-Жанейро | Півфінал 19 серпня — Ріо-де-Жанейро | Півфінал 19 серпня — Ріо-де-Жанейро |                     |                     | Фінал 21 серпня — Ріо-де-Жанейро | Фінал 21 серпня — Ріо-де-Жанейро | Фінал 21 серпня — Ріо-де-Жанейро |
|  |                                        |                                        |                                        |        |          |                                     |                                     |                                     |                     |                     |                                  |                                  |                                  |
|  | А1                                     | США                                    | 105                                    |        |          |                                     |                                     |                                     |                     |                     |                                  |                                  |                                  |
|  | B4                                     | Аргентина                              | 78                                     |        |          |                                     |                                     |                                     |                     |                     |                                  |                                  |                                  |
|  | B4                                     | Аргентина                              | 78                                     |        | A1       | США                                 | 82                                  |                                     |                     |                     |                                  |                                  |                                  |
|  |                                        |                                        |                                        |        | A1       | США                                 | 82                                  |                                     |                     |                     |                                  |                                  |                                  |
|  |                                        | B2                                     | Іспанія                                | 76     |          |                                     |                                     |                                     |                     |                     |                                  |                                  |                                  |
|  | B2                                     | B2                                     | Іспанія                                | 76     | Іспанія  | 92                                  |                                     |                                     |                     |                     |                                  |                                  |                                  |
|  | B2                                     |                                        |                                        |        | Іспанія  | 92                                  |                                     |                                     |                     |                     |                                  |                                  |                                  |
|  | A3                                     | Франція                                | 67                                     |        |          |                                     |                                     |                                     |                     |                     |                                  |                                  |                                  |
|  |                                        |                                        |                                        |        |          |                                     |                                     |                                     |                     |                     | A1                               | США                              | 96                               |
|  |                                        |                                        | A4                                     | Сербія | 66       |                                     |                                     |                                     |                     |                     |                                  |                                  |                                  |
|  | A2                                     | Австралія                              | 90                                     |        |          |                                     |                                     |                                     |                     |                     |                                  |                                  |                                  |
|  | B3                                     | Литва                                  | 64                                     |        |          |                                     |                                     |                                     |                     |                     |                                  |                                  |                                  |
|  | B3                                     | Литва                                  | 64                                     |        | A2       | Австралія                           | 61                                  |                                     | Матч за третє місце | Матч за третє місце | Матч за третє місце              | Матч за третє місце              |                                  |
|  |                                        |                                        |                                        |        | A2       | Австралія                           | 61                                  |                                     | Матч за третє місце | Матч за третє місце | Матч за третє місце              | Матч за третє місце              |                                  |
|  |                                        | A4                                     | Сербія                                 | 87     |          |                                     |                                     |                                     |                     |                     |                                  |                                  |                                  |
|  | B1                                     | A4                                     | Сербія                                 | 87     | Хорватія | 83                                  |                                     | B2                                  | Іспанія             | 89                  |                                  |                                  |                                  |
|  | B1                                     |                                        |                                        |        | Хорватія | 83                                  |                                     | B2                                  | Іспанія             | 89                  |                                  |                                  |                                  |
|  | A4                                     | Сербія                                 | 86                                     |        |          |                                     |                                     |                                     |                     |                     | A2                               | Австралія                        | 88                               |

### Чвертьфінали
| 17 серпня 2016 11:00 | Протокол | Австралія                                       | 90–64 | Литва                                                               |  | Молодіжна арена Глядачів: 9 348 |
| 17 серпня 2016 11:00 | Протокол | Рахунок за чвертями: 26–17, 22–13, 22–13, 20–21 |       |                                                                     |  | Молодіжна арена Глядачів: 9 348 |
| 17 серпня 2016 11:00 | Протокол | Очки: Міллс 24 Підб.: Богут 7 РП: Богут 6       |       | Очки: Калнієтіс, Каваляускас 12 Підб.: Валанчюнас 8 РП: Калнієтіс 5 |  | Молодіжна арена Глядачів: 9 348 |

| 17 серпня 2016 14:30 | Протокол | Іспанія                                         | 92–67 | Франція                                    |  | Молодіжна арена Глядачів: 9 725 |
| 17 серпня 2016 14:30 | Протокол | Рахунок за чвертями: 19–16, 24–14, 26–19, 23–18 |       |                                            |  | Молодіжна арена Глядачів: 9 725 |
| 17 серпня 2016 14:30 | Протокол | Очки: Міротич 23 Підб.: Газоль 8 РП: Наварро 5  |       | Очки: Паркер 14 Підб.: Гобер 12 РП: Діао 5 |  | Молодіжна арена Глядачів: 9 725 |

| 17 серпня 2016 18:45 | Протокол | США                                             | 105–78 | Аргентина                                     |  | Молодіжна арена Глядачів: 11 700 |
| 17 серпня 2016 18:45 | Протокол | Рахунок за чвертями: 25–21, 31–19, 31–21, 18–17 |        |                                               |  | Молодіжна арена Глядачів: 11 700 |
| 17 серпня 2016 18:45 | Протокол | Очки: Дюрант 27 Підб.: Джордж 8 РП: Дюрант 6    |        | Очки: Скола 15 Підб.: Скола 10 РП: Кампаццо 9 |  | Молодіжна арена Глядачів: 11 700 |

| 17 серпня 2016 22:15 | Протокол | Хорватія                                               | 83–86 | Сербія                                                          |  | Молодіжна арена Глядачів: 9 027 |
| 17 серпня 2016 22:15 | Протокол | Рахунок за чвертями: 19–20, 19–12, 14–34, 31–20        |       |                                                                 |  | Молодіжна арена Глядачів: 9 027 |
| 17 серпня 2016 22:15 | Протокол | Очки: Боян Богданович 28 Підб.: Планінич 9 РП: Симон 5 |       | Очки: Богдан Богданович 18 Підб.: 3 гравці по 4 РП: Теодосич 10 |  | Молодіжна арена Глядачів: 9 027 |

### Півфінали
| 19 серпня 2016 15:30 | Протокол | Іспанія                                         | 76–82 | США                                                     |  | Молодіжна арена Глядачів: 10 455 |
| 19 серпня 2016 15:30 | Протокол | Рахунок за чвертями: 17–26, 22–19, 18–21, 19–16 |       |                                                         |  | Молодіжна арена Глядачів: 10 455 |
| 19 серпня 2016 15:30 | Протокол | Очки: Газоль 23 Підб.: Газоль 8 РП: Родрігес 5  |       | Очки: Томпсон 22 Підб.: Джордан 16 РП: Лоурі, Томпсон 3 |  | Молодіжна арена Глядачів: 10 455 |

| 19 серпня 2016 19:00 | Протокол | Австралія                                           | 61–87 | Сербія                                           |  | Молодіжна арена Глядачів: 9 655 |
| 19 серпня 2016 19:00 | Протокол | Рахунок за чвертями: 5–16, 9–19, 24–31, 23–21       |       |                                                  |  | Молодіжна арена Глядачів: 9 655 |
| 19 серпня 2016 19:00 | Протокол | Очки: Міллс, Мотум 13 Підб.: Бейнс 8 РП: Брокгофф 4 |       | Очки: Теодосич 22 Підб.: Йокич 11 РП: Теодосич 5 |  | Молодіжна арена Глядачів: 9 655 |

### Матч за третє місце
| 21 серпня 2016 11:30 | Протокол | Австралія                                             | 88–89 | Іспанія                                         |  | Молодіжна арена Глядачів: 9 449 |
| 21 серпня 2016 11:30 | Протокол | Рахунок за чвертями: 17–23, 21–17, 26–27, 24–22       |       |                                                 |  | Молодіжна арена Глядачів: 9 449 |
| 21 серпня 2016 11:30 | Протокол | Очки: Міллс 30 Підб.: Лісч, Мотум 6 РП: Деллаведова 8 |       | Очки: Газоль 31 Підб.: Газоль 11 РП: Родрігес 5 |  | Молодіжна арена Глядачів: 9 449 |

### Фінал
| 21 серпня 2016 15:45 | Протокол | Сербія                                            | 66–96 | США                                          |  | Молодіжна арена Глядачів: 10 658 |
| 21 серпня 2016 15:45 | Протокол | Рахунок за чвертями: 15–19, 14–33, 14–27, 23–17   |       |                                              |  | Молодіжна арена Глядачів: 10 658 |
| 21 серпня 2016 15:45 | Протокол | Очки: Недович 14 Підб.: Йокич 4 РП: 3 гравці по 3 |       | Очки: Дюрант 30 Підб.: Казінс 15 РП: Лоурі 5 |  | Молодіжна арена Глядачів: 10 658 |

## Підсумкове становище
| М                           | Команда   | І         | В         | П         | МЗ        | МП        | Різ       | Місце     | рейтинг FIBA |
| Фіналісти                   | Фіналісти | Фіналісти | Фіналісти | Фіналісти | Фіналісти | Фіналісти | Фіналісти | Фіналісти | Фіналісти    |
| --------------------------- | --------- | --------- | --------- | --------- | --------- | --------- | --------- | --------- | ------------ |
| 1                           | США       | 8         | 8         | 0         | 807       | 627       | +180      |           | 1 (▬)        |
| 2                           | Сербія    | 8         | 4         | 4         | 665       | 627       | +38       |           | 3 (▲3)       |
| Матч за 3-є місце           |           |           |           |           |           |           |           |           |              |
| 3                           | Іспанія   | 8         | 5         | 3         | 689       | 594       | +95       |           | 2 (▬)        |
| 4                           | Австралія | 8         | 5         | 3         | 683       | 608       | +75       |           | 10 (▲1)      |
| Чвертьфінали                |           |           |           |           |           |           |           |           |              |
| 5                           | Хорватія  | 6         | 3         | 3         | 483       | 493       | −10       | B–1       | 11 (▲1)      |
| 6                           | Франція   | 6         | 3         | 3         | 490       | 470       | +20       | A–3       | 4 (▲1)       |
| 7                           | Литва     | 6         | 3         | 3         | 456       | 518       | −62       | B–3       | 5 (▼2)       |
| 8                           | Аргентина | 6         | 3         | 3         | 519       | 533       | −14       | B–4       | 6 (▼2)       |
| Збірні, що посіли 5-е місце |           |           |           |           |           |           |           |           |              |
| 9                           | Бразилія  | 5         | 2         | 3         | 411       | 407       | +4        |           | 7 (▲2)       |
| 10                          | Венесуела | 5         | 1         | 4         | 315       | 444       | −129      |           | 15 (▲7)      |
| Збірні, що посіли 6-е місце |           |           |           |           |           |           |           |           |              |
| 11                          | Нігерія   | 5         | 1         | 4         | 392       | 441       | –49       |           | 16 (▲9)      |
| 12                          | КНР       | 5         | 0         | 5         | 318       | 466       | −148      |           | 14 (▬)       |